# Leptochiton geronensis
Leptochiton geronensis är en blötdjursart som beskrevs av Kaas och Van Belle 1985. Leptochiton geronensis ingår i släktet Leptochiton och familjen Leptochitonidae. Inga underarter finns listade i Catalogue of Life.